# Viguierella
Viguierella  es un género monotípico de plantas herbáceas,  perteneciente a la familia de las poáceas. Su única especie: Viguierella madagascariensis A.Camus, es originaria de Madagascar.